# Монголија на Светском првенству у атлетици на отвореном 2015.
Монголија је учествовала на Светском првенству у атлетици на отвореном 2015. одржаном у Пекингу од 22. до 30. августа дванаести пут. Репрезентацију Монголије представљала су три атлетичара (1 мушкарац и 2 жене), који су се такмичили у две дисциплине.,.
На овом првенству Монголија није освојила ниједну медаљу, нити је оборен неки рекорд.

## Учесници
| Мушкарци: - Сер-Од Бат-Очир — Маратон | Жене: - Bayartsogt Munkhzaya — Маратон - Luvsanlkhündegiin Otgonbayar — Маратон |  |

## Резултати

### Мушкарци
| Атлетичар       | Дисциплина | Лични рекорд | Квалификације | Квалификације | Финале   | Финале       | Детаљи |
| Атлетичар       | Дисциплина | Лични рекорд | Резултат      | Место         | Резултат | Место        | Детаљи |
| --------------- | ---------- | ------------ | ------------- | ------------- | -------- | ------------ | ------ |
| Сер-Од Бат-Очир | Маратон    | 2:08:50 НР   |               |               | 2:32:09  | 38 / 42 (68) |        |

### Жене
| Атлетичарка                  | Дисциплина | Лични рекорд | Квалификације      | Квалификације      | Финале   | Финале       | Детаљи |
| Атлетичарка                  | Дисциплина | Лични рекорд | Резултат           | Место              | Резултат | Место        | Детаљи |
| ---------------------------- | ---------- | ------------ | ------------------ | ------------------ | -------- | ------------ | ------ |
| Bayartsogt Munkhzaya         | Маратон    | 2:33:36 НР   |                    |                    | 2:45:01  | 35 / 52 (67) |        |
| Luvsanlkhündegiin Otgonbayar | Маратон    | 2:38:51      | Није завршила трку | Није завршила трку |          |              |        |